# Lionel Cassan
Pour les articles homonymes, voir Cassan.
Ne doit pas être confondu avec Lionel Kazan.
Lionel Patrick Cassan, né le 17 juin 1956 à Castres (Tarn) et mort le 18 août 2002 à Castres (Tarn), est un Présentateur de programme (speaker) et Animateur d'émissions sur Antenne 2 (devenue France 2). Il a principalement animé l'émission d'accompagnement matinal "Matin Bonheur", où il fut remplacé par Olivier Minne.

## Biographie
En 1975, Lionel Cassan débute à 19 ans sa carrière sur Radio Andorre, où il est embauché pour présenter de nombreuses émissions. 
En 1978, il passe sur la radio concurrente Sud Radio, où il restera pendant près de dix ans. Il y animera Parlez nous de vous, Le Jardin des souvenirs, Les Gens à histoire et Les Matins du Sud.
En 1985, il devient « speaker » sur Antenne 2 tout en restant sur Sud Radio. Il quitte ensuite définitivement cette station. 
En 1987, il est le porte-parole du jury français lors du vote final du Concours Eurovision de la chanson diffusé sur Antenne 2 puis assure les commentaires des éditions 1988 et 1989.
Il anime à partir de 1990 l'émission quotidienne Matin Bonheur, toujours sur Antenne 2 (devenue France 2 en 1992). 
En 1994, il quitte France 2 dont le directeur voulait rajeunir les effectifs, malgré une grande popularité et une audience record de Matin Bonheur[réf. nécessaire].

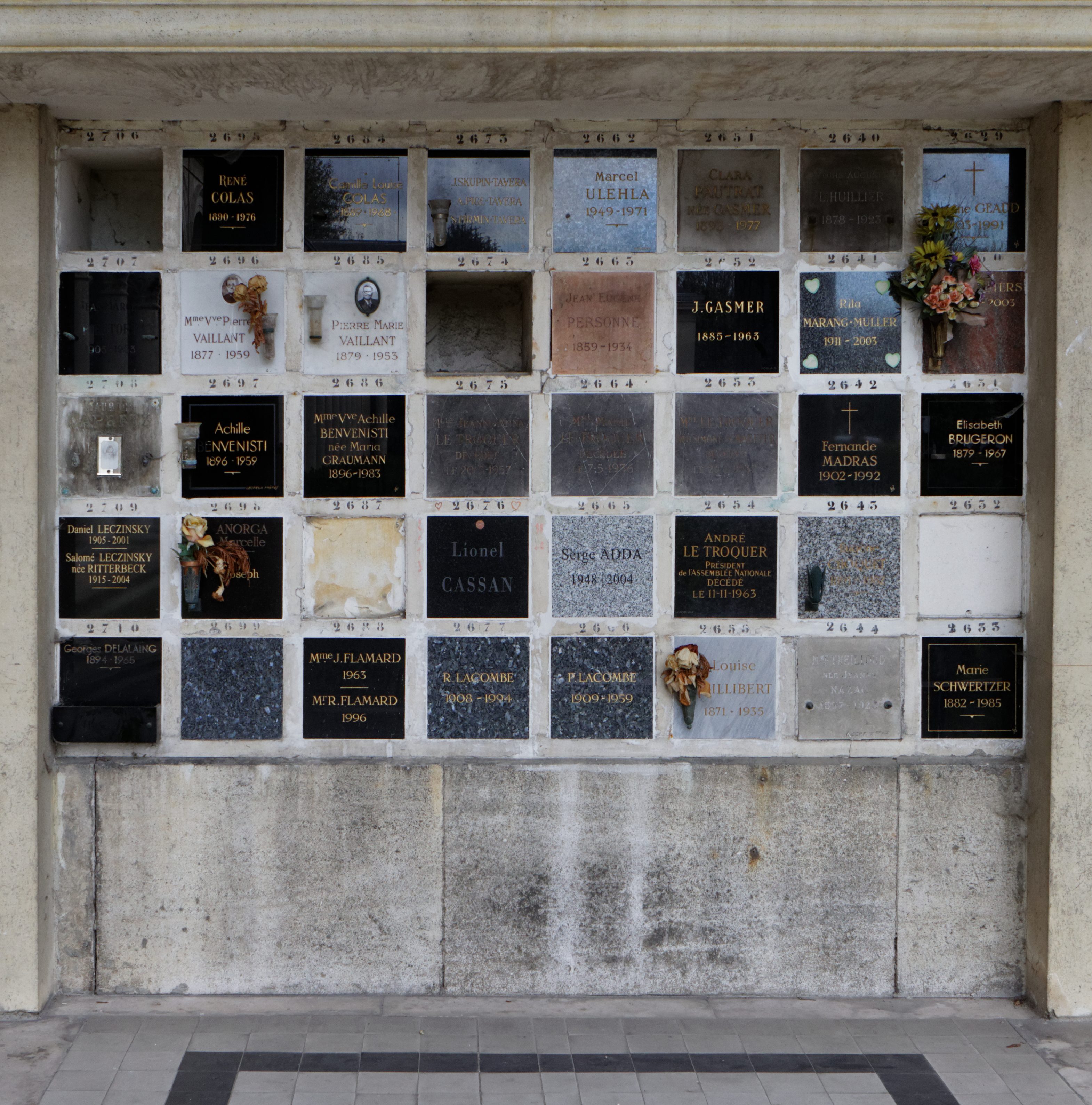
Plaque funéraire de Lionel Cassan au cimetière du Père-Lachaise (division 87, columbarium).

Il rentre alors à RMC où il anime le 12h-13h en compagnie de Didier Gustin et Sandrine Alexi pour l'émission Pendant c'temps là, y en a qui bossent. Il commence alors sur cette radio une carrière plus décalée, avec ces deux humoristes, imitateurs. Ensuite, il anime la tranche 11h-12h30, toujours avec Didier Gustin et Sandrine Alexi dans l'émission Les 3 bien frappés puis La concierge du 2e avec Patricia Moureuille, émission de jeu, d'une grande liberté.
En 1998, il rejoint RTL2 où il anime les matinales durant une saison. L'année suivante, il retrouve les plateaux de télé sur une chaîne du câble, Club Téléachat. C'est sur cette antenne qu'est diffusé le communiqué annonçant son décès auprès de l'AFP.
Lionel Cassan met fin à ses jours le 18 août 2002 à l'âge de 46 ans, au domicile de ses parents près de Castres, sans avoir réellement donné d'explication sur son geste.
Il est crématisé et ses cendres sont déposées au colombarium du cimetière du Père-Lachaise (87e division), dans la case no 2676.